# Thomas (film, 1975)
Pour les articles homonymes, voir Thomas.
Pour plus de détails, voir Fiche technique et Distribution.
Thomas est un film français  réalisé par Jean-François Dion, sorti en 1975.

## Fiche technique
- Titre : Thomas
- Réalisation : Jean-François Dion
- Scénario : Jean-François Dion
- Son : Paul Lainé
- Musique : Marie-Paule Belle
- Société de production : Filmoblic
- Pays :  France
- Durée : 90 minutes (1 h 30)
- Date de sortie : France, 5 mars 1975

## Distribution
- Michel Bouquet : André, le père
- Nicole Courcel : Florence, la mère
- Patrick Le Mauff : Patrick
- Christine Boisson : Sophie